# الجدول الزمني للتخلص من الديدان
هذا هو جدول زمني للتخلص من الديدان، وعلى وجه التحديد التخلص الجماعي من الديدان.

## الصورة الكاملة
| الفترة الزمنية         | التطورات الرئيسية |
| نهاية القرن السابع عشر | بداية العلم الحديث لدراسة الديدان الطفيلية عندما وصف أطباء أوروبيون لأول مرة تشريحًا مفصلاَ للديدان الطفيلية. |
| 1851- 1915             | تعلن جمعية الصحة العالمية أن التخلص من الديدان هو ركيزة اساسية لعملها. تتشكل منظمات مختلفة هدفها إزالة الديدان. |
| 1949-1997              | بعد الحرب العالمية الثانية، كانت منظمة الصحة العالمية "هي الهيئة الرئيسية المعنية بالدعم الدولي لبرامج البحث والتحكم" لمرض البلهارسيا. هذا بالإضافة إلى تنفيذ برامج التخلص من الديدان، مع ذلك فإن انتشار البلهارسيا كان يزداد في العديد من المناطق |
| 1948- الحاضر           | تنفذ كل من اليابان وكوريا الجنوبية بنجاح برامج وطنية للقضاء بشكل أساسي على الديدان المنقولة بالتربة. |
| 2001- الحاضر           | يتعمق فهم مرض البلهارسيا والاهتمام به، عندما أُصيب عدد أكبر من الناس بهذا المرض. |

## الجدول الزمني الكامل
| السنة                       | نوع الحدث      | الحدث | اسم الداء                                                       | المنطقة الجغرافية          |
| القرن السادس عشر ق.م        |                | يُعتقد أن بداية تطور دودة البلهارسيا في البحيرات العظمى بشرق أفريقيا خلال هذه الفترة. | بلهارسيا                                                        | افريقيا                    |
| القرن السادس عشر ق.م        |                | يرد وصف فيروس غينيا في العديد من النصوص المصرية القديمة، ويعتقد أنه شائع في المنطقة. | داء دودة غينيا ( داء الحييات)                                   | مصر                        |
| القرن الأول- القرن السابع   | اكتشاف         | الأطباء الرومان والبيزنطيون على دراية بالديدان المستديرة والديدان الشريطية والالتهابات التي تسببها. | الديدان المستديرة، الديدان الشريطية                             | الإمبراطورية الرومانية     |
| 1683-1684                   | اكتشاف         | بداية علم الديدان الطفيلية الحديث. قدم الطبيب الإنجليزي ( إدوارد تايسون- Edward Tyson) تشريحا مفصلا للديدان الشريطية من النوع ( Ascaris lumbricoides) عام 1683 وبعدها في عام 1684 قدمه العالم الإيطالي ( فرانشيسكو ريدي- Francesco Redi). | الديدان المستديرة                                               | انجلترا، إيطاليا           |
| 1799-1801                   | أزمة           | يعاني جنود نابليون بصورة شبه مؤكدة من بول دموية نتيجة عدوى البلهارسيا. | البلهارسيا                                                      |                            |
| 1851                        | اكتشاف         | يكتشف تيودور بلهارتس الطفيلي المسؤول عن البلهارسيا. | البلهارسيا                                                      |                            |
| 1882                        | منشور          | أول ذكر لداء البلهارسيا في مجلة ذا لانسيت (The Lancet). | البلهارسيا                                                      |                            |
| 1883                        |                | يزداد الاهتمام بمرض البلهارسيا في إنجلترا (وأوروبا بشكل عام) بسبب المواجهة الأكثر تكراراً مع المرض بعد الاحتلال البريطاني لمصر. | البلهارسيا                                                      | انجلترا، مصر               |
| 1893- 1918                  | إطلاق البرنامج | يتم إرسال أربع لجان إلى شمال افريقيا بهدف دراسة البلهارسيا | البلهارسيا                                                      | افريقيا                    |
| 1898                        | اكتشاف         | يكتشف العالم آرثر لوس (Arthur Looss) أن الديدان الخطافية (دودة الإنسيلوستوما) تدخل الجسم عن طريق الثقب عبر الجلد عندما يصيب نفسه عن طريق الخطأ. | دودة الإنسيلوستوما                                              |                            |
| 1909                        | مؤسسة          | تأسيس لجنة روكفلر الصحية لاستئصال مرض دودة الإنسيلوستوما (RSC). أحد الأهداف الرئيسية لـلجنة (RSC) هو القضاء على مرض دودة الإنسيلوستوما في جنوب الولايات المتحدة. تنشط هذه اللجنة من 1910-1914، وتختتم أعمالها في عام 1915. يحل محله قسم الصحة الدولي (IHD)، وهي مبادرة أخرى لمؤسسة روكفلر، والتي تواجه مخاوف الصحة العامة على المستوى العالمي. | دودة الإنسيلوستوما                                              | الولايات المتحدة الأمريكية |
| 1914-1934                   |                | الجرعة الزائدة من زيت رجل الوز (جنس أعشاب من السرمقيات) ، التي تدار كجزء من برنامج روكفلر للقضاء على دودة الإنسيلوستوما، تسبب أكثر من 200حالة وفاة موثقة. أكثر من 80 ٪ من الوفيات تحدث في الأطفال دون سن الثانية عشر. | دودة الإنسيلوستوما                                              |                            |
| 1915                        | اكتشاف         | يكتشف روبرت طومسون ليبر دورة حياة البلهارسيا. | البلهارسيا                                                      |                            |
| 1926-1931                   | إبادة ناجحة    | تم القضاء على دودة غينيا في أوزبكستان من خلال سلسلة من تدابير التثقيف الصحي وتعزيز قياسات النظام الصحي. | دودة غينيا                                                      | أوزبكستان                  |
| 1927-1951                   |                | يتم بذل محاولات لقتل العائل الوسيط لداء البلهارسيات - القواقع- باستخدام كبريتات النحاس بدلاً من التطهير الصحي والتثقيف الصحي. السبب هنا هو منع اكتمال دورة حياة البلهارسيات. ومع ذلك، فمن غير الواضح ما إذا كانت هذه التدابير تقلل من انتشار البلهارسيا.                                                                                        | البلهارسيا                                                      |                            |
| 1938                        |                | لجنة البلهارسيا التي اقترحها حلمي بك؛ تقترح لجنة الصحة التابعة لاتحاد الأمم إجراء مزيد من الأبحاث حول هذا المرض، لكن لم يتم إجراء أي شيء بسبب قرب الحرب العالمية الثانية (من بين أسباب أخرى) | البلهارسيا                                                      |                            |
| 1939-1945                   | أزمة           | يُصاب جنود الحلفاء بداء البلهارسيا في الصين، الفلبين وجزر المحيط الهادئ. لفت هذا الأمر الانتباه الدولي للمرض. | البلهارسيا                                                      |                            |
| 1942                        | إطلاق البرنامج | يبدأ برنامج مكافحة البلهارسيا في فنزويلا. | البلهارسيا                                                      | فنزويلا                    |
| 1947                        | منشور          | أول تقييم لتوزيع البلهارسيا في العالم بواسطة نورمان ستول (Norman Stoll). | البلهارسيا                                                      |                            |
| 1948                        | إطلاق البرنامج | تقرر جمعية الصحة العالمية الأولى إنشاء «لجنة خبراء» للتعامل مع مرض البلهارسيا. | البلهارسيا                                                      |                            |
| 1949                        | إطلاق البرنامج | تتكون مؤسسات تطوعية هدفها التخلص من الديدان في كلا من طوكيو واوساكا، تقوم بتنفيذ «فحص شامل وعلاج نصف سنوي داخل المدارس». | داء الديدان الطفيلية المنقولة بواسطة التربة                     | اليابان                    |
| 1955                        | إطلاق البرنامج | نماذج الرابطة اليابانية لمكافحة الطفيليات (JAPC)، وهو توحيد لعدة مجموعات سابقة للتخلص من الديدان. | داء الديدان الطفيلية المنقولة بواسطة التربة                     | اليابان                    |
| 1965-1995                   | إطلاق البرنامج | تقوم الرابطة الكورية لاستئصال الطفيليات بإعادة تجسيد برنامجهم الخاص بالتخلص من الديدان «فحص شامل وعلاج نصف سنوي داخل المدارس» من البرامج اليابانية. | داء الديدان الطفيلية المنقولة بالتربة، دودة الإنسيلوستوما، إلخ. | كوريا الجنوبية             |
| 1971                        | إبادة ناجحة    | إيران تتخلص من داء دودة غينيا. | داء دودة غينيا                                                  | إيران                      |
| منتصف ثمانينات القرن الماضي |                | تحت إشراف الرابطة اليابانية لمكافحة الطفيليات، تؤدي جهود التخلص من الديدان إلى «مستويات ضئيلة للغاية » من الإسكارس. | داء الديدان الطفيلية المنقولة بواسطة التربة                     | اليابان                    |
| 1986- الحاضر                | مؤسسة          | تبدأ مؤسسة كارتر حملة للقضاء على دودة غينيا. انخفض معدل الإصابة بعدوى دودة غينيا بشكل حاد، من3.5 مليون حالة في عام 1986 إلى 22 حالة تم الإبلاغ عنها في عام 2015. | داء دودة غينيا ( داء الحييات)                                   |                            |
| 1997                        |                | تعلن منظمة الصحة العالمية أن كوريا الجنوبية "خالية من الدود بشكل أساسي". | داء الديدان الطفيلية المنقولة بواسطة التربة                     | كوريا الجنوبية             |
| 2001                        |                | تعلن جمعية الصحة العالمية عن هدف تلقًي 75٪ من تلاميذ المدارس في المناطق الموبوءة العلاج من الديدان. | داء البلهارسيات، داء الديدان الطفيلية المنقول بواسطة التربة     |                            |
| 2002                        | مؤسسة          | مبادرة مكافحة البلهارسيا (SCI) التي تم تأسيسها بعد تمويلها من قبل مؤسسة بيل ومليندا غيتس. منذ عام 2013، أصبحت SCI مؤسسة خيرية قيف ويل | البلهارسيا                                                      |                            |
| 2007                        | مؤسسة          | تم تأسيس المبادرة العالمية للتخلص من الديدان (Deworm the World Initiative). منذ عام 2014، أصبحت هذه المبادرة من أفضل المؤسسات الخيرية في GiveWell. | داء الديدان الطفيلية المنقولة بواسطة التربة                     |                            |
| 2012                        | إطلاق برنامج   | تعلن مؤسسات مختلفة عن بذل جهود منسقة هدفها القضاء على ومكافحة 10 أمراض مدارية مُهملة، بما في ذلك داء البلهارسيا والديدان الطفيلية المنقولة بالتربة. | داء البلهارسيات، داء الديدان المنقولة بالتربة                   |                            |
| 2015                        |                | تحدث «مناظرة التخلص من الديدان» في يوليو على ما إذا كانت عملية التخلص من الديدان فعالة. |                                                                 |                            |

## اقرأ أيضاً
- داء ديداني
- قائمة الأمراض التي تم القضاء عليها من الولايات المتحدة
- الأمراض المدارية المهملة
- داء الديدان الطفيلية المنقولة بواسطة التربة
- الجدول الزمني للكوليرا
- الجدول الزمني للصحة العالمية